# Luzzara
Luzzara – miejscowość i gmina we Włoszech, w regionie Emilia-Romania, w prowincji Reggio Emilia.
Według danych na rok 2004 gminę zamieszkuje 8519 osób, 218,4 os./km².
Urodził się tutaj Cesare Zavattini, włoski scenarzysta filmowy, jedna z najważniejszych postaci włoskiego neorealizmu, jego teoretyk.